# تريينس
التريينس أو التريانس (باللاتينية: Triens، جمعها: Trientes) هي عملة برونزية في روما القديمة، استخدمت خلال الجمهورية الرومانية، وتبلغ قيمتها ثلث أس الروماني (أي ما يعادل 4 أونسيا).
كان التصميم الشائع للتريانس يصور رأس مينيرفا مع أربع نقاط صغيرة على الوجه الأمامي، ترمز إلى أربع أونصات، بينما يظهر في الوجه الخلفي مقدمة سفينة حربية رومانية. كانت فئة التريانس من الفئات النقدية غير الشائعة، وتوقفت عن السك قرابة سنة 89 ق م.
وفي وقت لاحق، في مملكة الفرنجة، أصبح مصطلح "تريانس" يستخدم أحيانا للإشارة إلى عملة ثلث صرد (Tremissis)، لأن كلا المصطلحين يعنيان "الثلث".

## تريينس في العصور اللاحقة
كانت للعملات الذهبية من فئة تريينس  تداول واسع في أوروبا بعد عدة قرون من انهيار الإمبراطورية الرومانية الغربية وظهور ممالك البرابرة. وتذكر أسماؤها حتى في القرنين الثاني عشر والثالث عشر في سجلات القوانين الفريزية تحت اسم «denarii».
وفي الإمبراطورية البيزنطية، كانت الثلاثي تعرف أساسا باسم ثلث صرد (tremissis).
وفي عام 2011، أطلق دار السك الإسباني عملة ذهبية بقيمة اسمية تبلغ 20 يورو، احتفاء بإصلاح النقود في عهد ليوفيجيلد، ملك مملكة القوط الغربيين. وقد خُصصت هذه العملة التذكارية لإحياء ذكرى عملة ثلاثي ذهبية كانت تُضرب في إسبانيا خلال حكم ليوفيغيلد.